# Ib Geertsen og de abstrakte tegns tale
|  | Denne artikel er oprettet af botten Steenthbot ud fra en ekstern database. Den kan derfor have sproglige fejl eller mangler. Denne skabelon kan fjernes efter kontrol af indholdet. |

Ib Geertsen og de abstrakte tegns tale er en dansk portrætfilm fra 2006 instrueret af Erik Meistrup.

## Handling
Maleren og skulptøren Ib Geertsen (1919-2009) er opvokset og debuterede i Århus. Han flyttede til København for at blive del af et nyt kunstnerisk miljø, der med Linien II skabte en ny kunstretning i Danmark. En ny abstrakt kunst, der handlede om former og farver i et nyt samspil med hinanden og med det rum, de altid er en del af. En kunst baseret på en umiddelbar oplevelse og for Ib Geertsen også et nyt formsprog, hvor den matematiske tanke blev en naturlig måde enten at male eller skabe skulpturer på.